# 1380

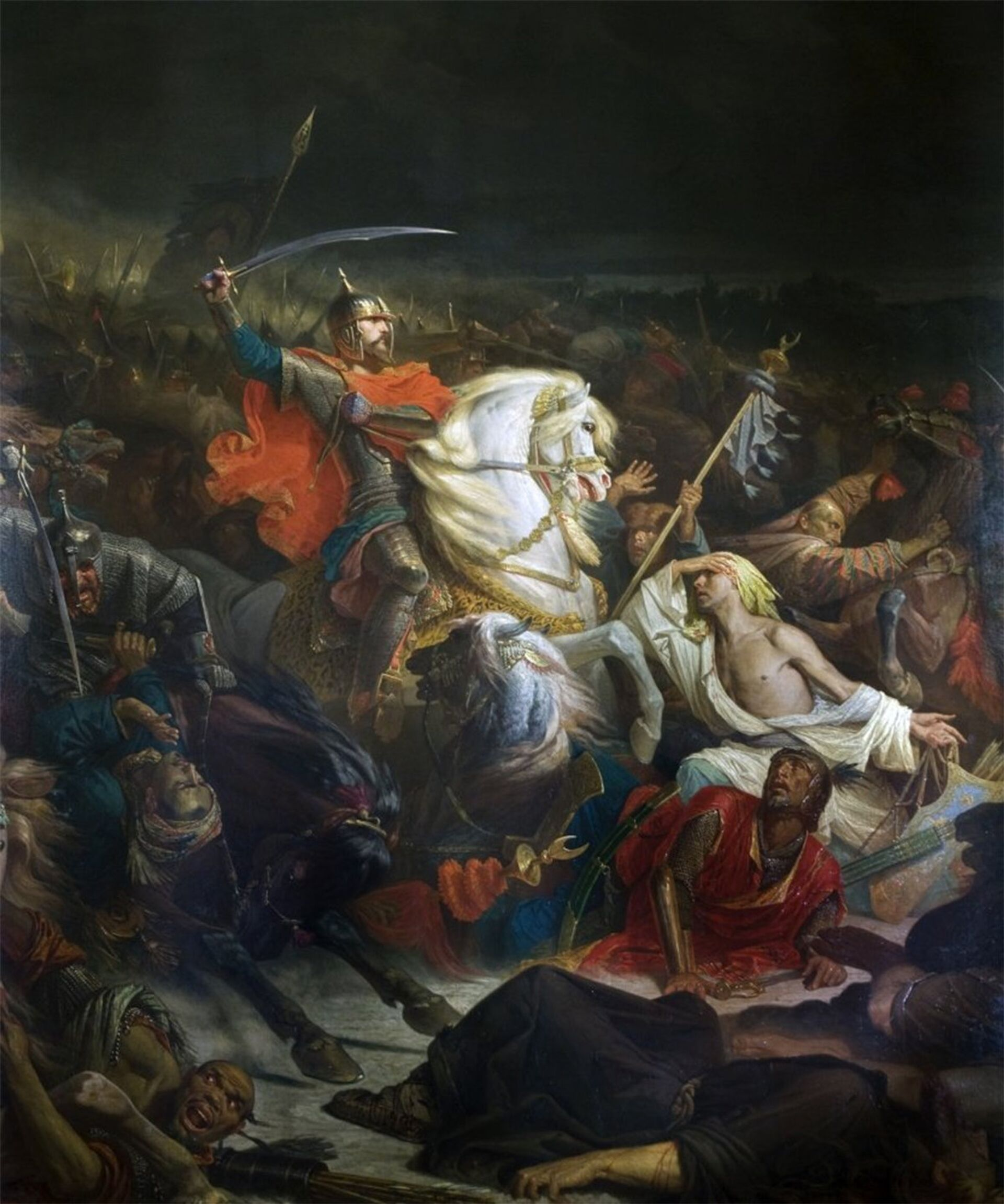
Dmitro Donskoj leidt het leger in de Slag op het Koelikovo-veld

Het jaar 1380 is het 80e jaar in de 14e eeuw volgens de christelijke jaartelling.

## Gebeurtenissen
- januari - De Zoete Moeder van 's-Hertogenbosch wordt gevonden.
- 4 juli - Slag bij Arum: Veldslag tussen de monniken van het klooster Ludingakerke, welke tot de Vetkoperse partij behoren, en die van het Oudeklooster, Schieringers. In het gevecht sneuvelen meer dan 130 mannen, de strijd blijft onbeslist.
- 13 augustus - Venetië verslaat Genua definitief, en maakt daarmee een einde aan de meer dan honderd jaar durende Choggia-oorlogen.
- 8 september - Slag op het Koelikovo-veld: grootvorst Dmitri van Moskou verslaat kan Mamai van de Gouden Horde, aan wie hij schatplichtig was.
- De strijd tussen Floris van Wevelinkhoven, aangesteld door paus Urbanus IV, en Reinoud van Vianen, aangesteld door tegenpaus Clemens VII, wordt in het voordeel van eerstgenoemde beslist. Reinoud en zijn familie erkennen Urbanus als paus en Floris als bisschop.
- Willem Beukelszoon uit Biervliet vindt het haringkaken uit. (traditionele datum)
- Slag bij Loppersum: De Oost-Friese familie Tom Brok verslaat de Abdena uit Emden.
- Ravenstein ontvangt stadsrechten.
- Heilig Bloedwonder in Boxtel (jaartal bij benadering)
- oudst bekende vermelding: Spalbeek, Tielen

## Opvolging
- connétable van Frankrijk - Bertrand du Guesclin opgevolgd door Olivier V de Clisson
- Dominicanen - Elias Raymond opgevolgd door Raimondo delle Vigne
- Frankrijk (kroning 4 november) - Karel V opgevolgd door zijn zoon Karel VI onder regentschap van diens ooms Lodewijk I van Anjou, Jan van Berry en Filips de Stoute
- Noorwegen - Haakon VI opgevolgd door zijn zoon Olaf II van Denemarken onder regentschap van diens moeder Margaretha
- Morea - Manuel Kantakouzenos opgevolgd door zijn broer Mattheüs Asanes Kantakouzenos
- Paderborn - Hendrik III van Spiegel van Desenberg opgevolgd door Simon II van Sternberg
- Saarbrücken - Johan II opgevolgd door zijn dochter Johanna (jaartal bij benadering)

## Afbeeldingen

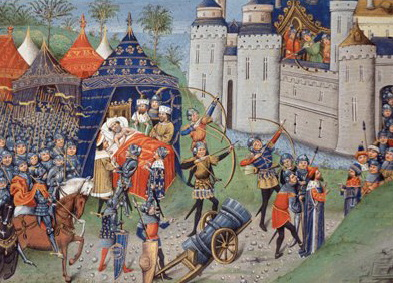
dood van Bertrand du Guesclin
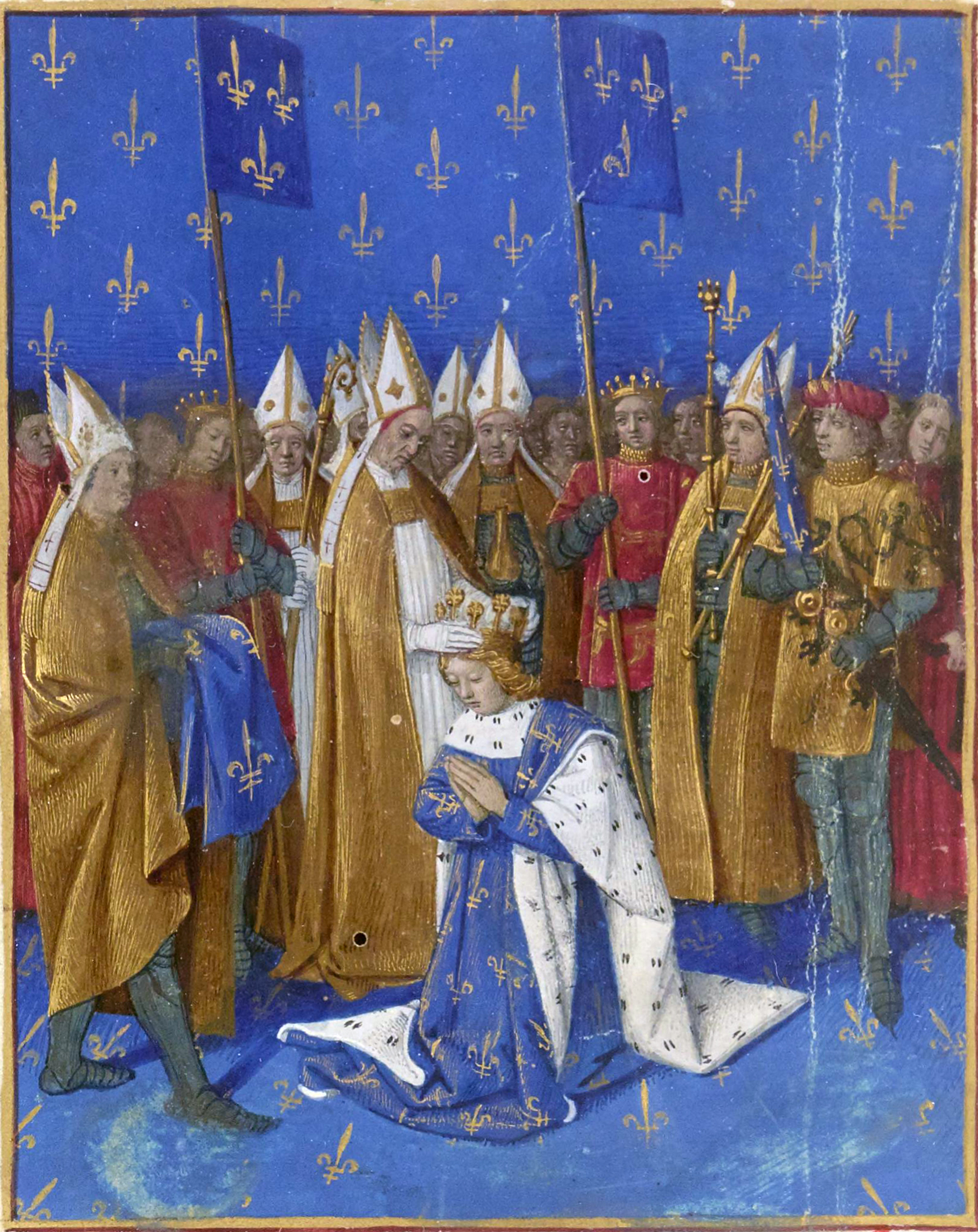
Karel VI tot koning gekroond
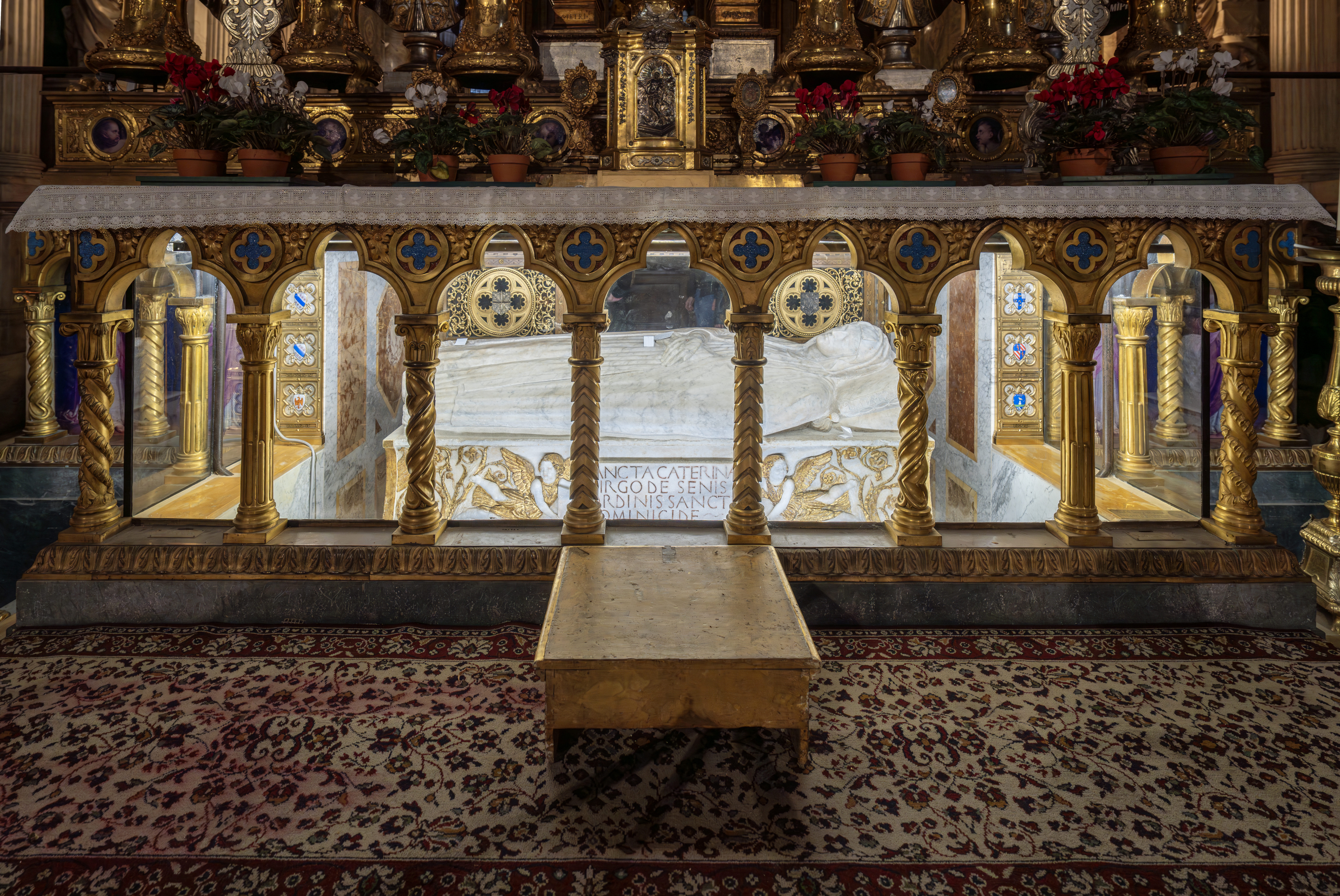
graftombe van Catharina van Siena
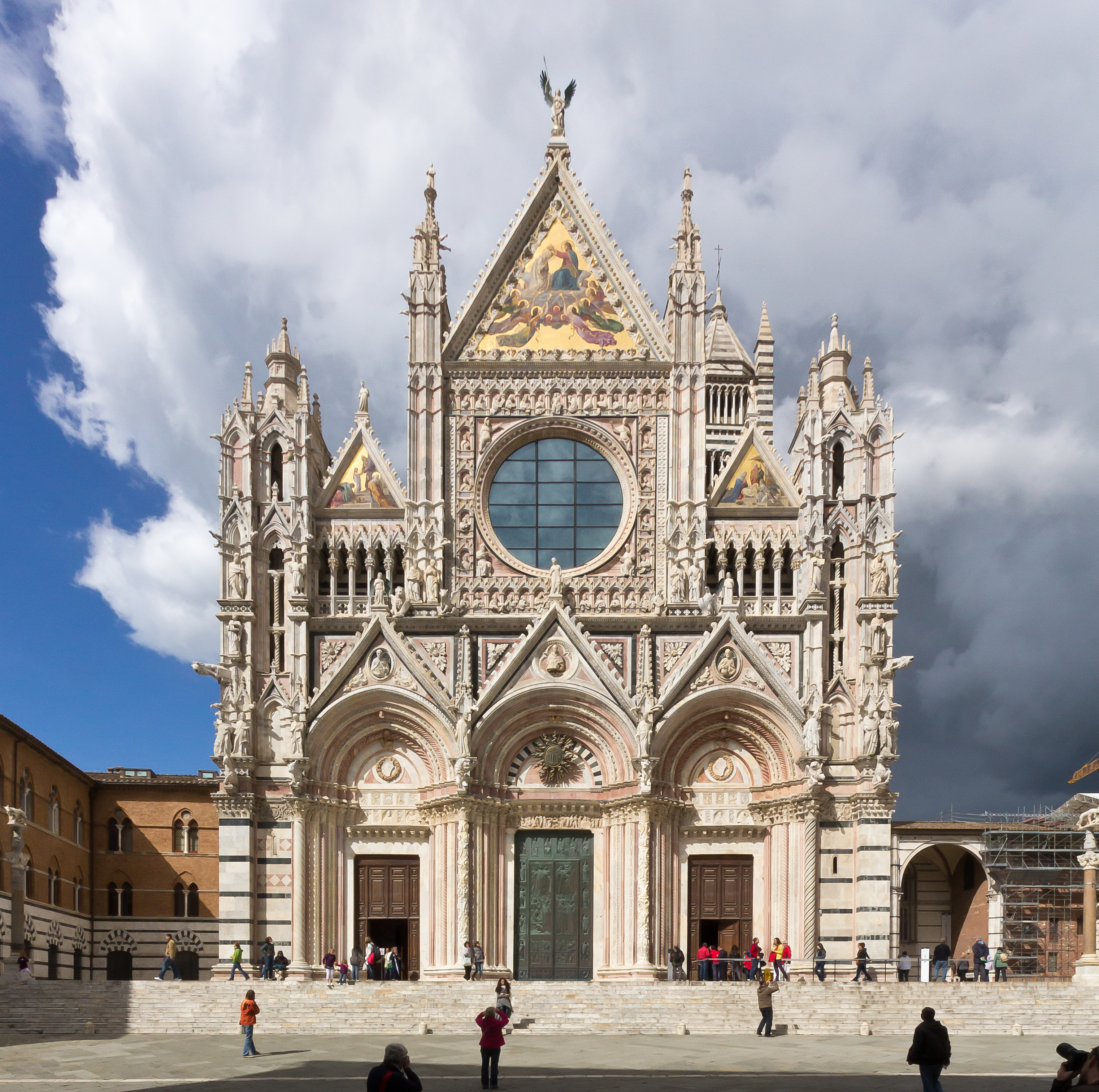
Façade van de kathedraal van Siena, voltooid 1380

## Geboren
- 11 februari - Poggio Bracciolini, Italiaans humanist (overleden 1459)
- 24 februari - Maria van Gelre, of Maria d'Harcourt, echtgenote van Reinoud IV van Gelre (overleden na 1427)
- 18 maart - Liduina van Schiedam, Nederlands heilige (overleden 1433)
- 8 september - Bernardinus van Siena, Italiaans monnik (overleden 1444)
- 27 november - Ferdinand I, koning van Aragon (1412-1416 †)
- Isabella, Aragonees prinses (overleden 1424)
- Jacobus II van Urgell, Aragonees edelman (overleden 1433)
- Johannes Hoen of Johan van Hoensbroeck, Nederlands ridder (overleden na 1463)
- Lodewijk II van Chalon-Tonnerre, Frans edelman (overleden 1422)
- Willem van Brederode, Hollands militair (overleden 1451)
- Baude Cordier, Frans componist (geboortejaar bij benadering; overleden voor 1440)
- Claus van de Werve, Nederlands beeldhouwer (geboortejaar bij benadering; overleden 1439)
- Thomas à Kempis, Duits Augustijner monnik; kopiist en schrijver (geboortejaar bij benadering; overleden 1471)

## Overleden
- 25 april - Margaretha van Brabant (57), echtgenote van Lodewijk van Male
- 29 april - Catharina van Siena (33), Italiaans mystica
- 13 juli - Bertrand du Guesclin (~60), Frans legeraanvoerder
- 26 juli - Komyo (58), tegenkeizer van Japan (1336-1348)
- 11 september - Haakon VI (~40), koning van Noorwegen (1343-1380)
- 16 september - Karel V (42), koning van Frankrijk (1364-1380)
- 29 december - Elisabeth van Polen (1305-1380) (~75), echtgenote van Karel I Robert van Hongarije
- Gale Hania, Fries edelman
- Guichard d'Angle, Engels edelman
- Jan I van Schoonvorst, Brabants edelman
- Manuel Kantakouzenos, despoot van de Morea (1348-1380)
- Kampo Abdena, Oost-Fries hoofdeling (jaartal bij benadering)